# يفغيني سادوفي
يفغيني سادوفي (Yevgeny Sadovyi) (بالروسية: Евге́ний Ви́кторович Садо́вый) هو لاعب أولمبي لرياضة السباحة من روسيا. شارك في الأولمبياد الصيفي في 1992، وفاز بما مجموعه 3 ميداليات.

## الميداليات
| ذهب | فضة | برونز | المجموع |
| 3   | 0   | 0     | 3       |

## روابط خارجية
- يفغيني سادوفي على موقع الاتحاد الدولي للسباحة (الإنجليزية)
- يفغيني سادوفي على موقع قاعة مشاهير السباحة العالمية (الإنجليزية)
- يفغيني سادوفي على موقع أوليمبيديا (الإنجليزية)